# Göran Malmqvist
Nils Göran David Malmqvist (Jönköping, Suecia, 6 de junio de 1924-18 de octubre de 2019) fue un lingüista, historiador de la cultura, traductor y sinólogo sueco, miembro de la Academia Sueca desde 1985.

## Biografía
Recibió una enseñanza introductoria a la lengua china en la Escuela Universitaria de Estocolmo por parte del sinólogo sueco Bernahrd Karlgren. Posteriormente se trasladó a China, donde cursó estudios entre 1948 y 1950. De retorno en Estocolmo, obtuvo su licenciatura en 1951. Desempeñó un lectorado en chino en la Universidad de Londres entre 1953 y 1955, y posteriormente fue agregado cultural sueco en Pekín entre 1956 y 1958. Luego trabajó en la Universidad Nacional Australiana de Canberra, primero como catedrático agregado (1958-1961) y luego como catedrático de chino (1961-1965). Desde 1962 fue catedrático agregado también en la Universidad de Estocolmo. 
Durante su residencia en Australia, publicó varios artículos científicos sobre diversos aspectos del chino antiguo y moderno. Dentro de ellos se destaca la monografía Problemas y métodos en la lingüística china de 1962. 
En 1965 fue nombrado catedrático de sinología en Estocolmo, especializado en chino moderno, en la recién creada sección de chino del Departamento de Lenguas Orientales de la Universidad de Estocolmo. Ese mismo año comenzó a desempeñarse como traductor, en la antología El momento compacto. Desde entonces se encargó de la traducción de 42 volúmenes de literatura china de diferentes épocas. 
En 1971 publicó una Gramática del chino moderno y una Fonética del chino moderno, y tuvo a su cargo la sección sobre «Literatura china 500-1779» en la obra Historia de la literatura del mundo, que se realizó en colaboración entre varios países nórdicos. En 1973 publicó en esta misma obra las secciones sobre «Literatura china 1780-1890» y «Literatura china 1890-1965». Ese mismo año tradujo los relatos de Lao She en La risa afligida, y en 1974 publicó un volumen de divulgación popular llamado El chino no es difícil). Entre 1976 y 1979 tradujo en cuatro volúmenes la novela picaresca Shuihi zhuan (Cuentos de la ciénaga), obra de creación originalmente oral y escrita por primera vez en el siglo XIV.
Otra importante traducción que corrió a su cargo fueron los cinco volúmenes, publicados entre 1995 y 1996, de Färden till västern (El viaje al oeste), obra escrita en el siglo XVI que tiene en la cultura china el mismo estatus que la Ilíada y la Odisea en la cultura occidental. 
En otro plano de actividad, también ha traducido poesía lírica sueca al inglés, fundamentalmente al poeta Tomas Tranströmer, así como poesía lírica inglesa al sueco, principalmente la obra de William Blake. 
En 1995 publicó una larga memoria sobre su profesor Bernhard Karlgren (Retrato de un investigador), donde expone el periplo intelectual de quien fuera su mentor. 
Fue catedrático emérito de la Universidad de Estocolmo. El 11 de abril de 1985 fue elegido para suceder al historiador de literatura Henry Olsson en la titularidad del sillón número 5 de la Academia Sueca, cargo del que tomó posesión el 20 de diciembre del mismo año. 
Recibió, entre otros premios, el Premio Real en 1984 y el Premio Kellgren en 2001.